# Talangaye
Talangaye est une localité du Cameroun située dans le département du Koupé-Manengouba et la Région du Sud-Ouest. Elle fait partie de la commune de Nguti.

## Localisation
Talangaye est localisé à 5° 08' 59 N et 9° 22' 57 E, à environ 112 km de distance de Buéa, le chef-lieu de la Région du Sud-Ouest, et à 276 km de Yaoundé, la capitale du Cameroun. 

## Population
Lors du recensement de 2005, 272 habitants dont 161 hommes et 111 femmes y ont été dénombrés. 

## Infrastructures
En 2009, le groupe agro-industriel Herakles Farms a obtenu une convention pour l'exploitation dans la zone de Talangaye pour la culture de palmiers à l'huile. La concession a été suspendue par le gouvernement en mai 2013.  